# Pseudocorynopoma heterandria
Pseudocorynopoma heterandria es una especie de peces de la familia Characidae en el orden de los Characiformes.

## Morfología
Los machos pueden llegar alcanzar los 5,6 cm de longitud total.

## Hábitat
Vive en zonas de clima tropical.

## Distribución geográfica
Se encuentran en Sudamérica: ríos de  São Paulo y  Paraná (Brasil ).